# SSh-36
O SSh-36 (em russo:  СШ-36, de стальной шлем, stal'noy shlem, lit.  "capacete de aço"), apelidado Khalkhingolka, foi um capacete de combate de aço desenvolvido e usado pelo Exército Vermelho. Foi projetado por Aleksandr A. Shvartz e começou a ser produzido em 1936.

## História
O desenvolvimento de um capacete SSh-36 começou em 1934 e a produção ocorreu no ano seguinte, sendo o primeiro capacete produzido em massa na União Soviética. Àquela altura, o Exército Vermelho utilizava capacetes Adrian franceses e "Sohlberg", o modelo redesenhado e modernizado pelos soviéticos. A produção do novo capacete começou em 1935 na Usina Metalúrgica de Lysva e entrou em serviço em 1936. Os primeiros lotes de SSh-36 ficaram prontos em abril de 1936.
O novo capacete tinha um formato hemisférico com uma borda frontal saliente e alargadores laterais inclinados. A borda frontal era alongada, os alargadores laterais longos e angulares e uma parte traseira longa e reta. Na parte superior do capacete, havia uma crista oblonga que ocultava o sistema de ventilação. A primeira versão do revestimento interno era um sistema complexo de juntas corrugadas de alumínio, uma estrutura de papelão, uma junta esponjosa fixada à estrutura que, juntamente com a placa corrugada, era usada para absorção de choque; e quatro peças de tecido formando a parte superior do revestimento interno. O capacete pesava pouco mais de um quilo. Acreditava-se na época que o SSh-36 foi testado pelo próprio Marechal Semion Budionny e houve também alegações apócrifas de que a crista foi projetada para desviar golpes de sabre.
Os testes e o uso do capacete revelaram muitas deficiências. A durabilidade e a proteção se mostraram insatisfatórias devido à espessura do aço. A ventilação era ineficaz: no verão, a cabeça não era ventilada e, no inverno, congelava. Os soldados soviéticos queixavam-se de dores de cabeça, cansaço e dores no pescoço. Na posição deitada, a parte de trás do capacete encostava na gola da túnica ou do sobretudo, deslizando na testa e reduzindo o campo de visão do soldado. Em 1939, um novo capacete foi desenvolvido, o antecessor do amplamente conhecido SSh-40, e o SSh-36 foi descontinuado.
A suspensão da jugular nos primeiros SSh-36 eram feitas com forros de couro frágeis e, devido à falta de confiabilidade desses primeiros modelos, variações posteriores foram introduzidas com forros de tecido. Problemas semelhantes também foram encontrados com as primeiras tiras de couro, de modo que estas tiras rambém foram eliminadas em favor dos modelos de tecido. A produção do capacete controu com quatro tamanhos: pequeno, médio, grande e extra grande. A produção do SSh-36 terminou em 1941, e hoje é um item raro e caro para seus colecionadores.

## Uso
O batismo de fogo do SSh-36 ocorreu com os soldados republicanos e pelas Brigadas Internacionais da Guerra Civil Espanhola em conjunto com o apoio soviético ao governo espanhol. A sua primeira grande operação com o Exército Vermelho ocorreria em Khasan, em 1938, e Khalkhin-Gol, em 1939, contra o Exército de Kwantung do Império Japonês. A maioria das fotos e cinejornais com este capacete foram gravados nas Batalhas de Khalkhin-Gol, razão pela qual recebeu o apelido de "Khalkhingolka". Durante a Segunda Guerra Mundial, os soviéticos usaram o SSh-36 na Guerra de Inverno contra os finlandeses, na invasão da Polônia em 1939, em 1940 nas invasões dos Estados bálticos e da Bessarábia e Bucovina; e na fase inicial da Operação Barbarossa, quando já estava sendo subsitutuído pelo modelo SSh-40.
A maioria dos capacetes SSh-36 foi perdida junto com os soldados que foram cercados nos caldeirões de 1941, sendo visto em pequenas quantidades até 1943 e 1944. Escavações em Volgogrado encontraram vários modelos SSh-36 que foram usados na Batalha de Stalingrado (1942-1943). O SSh-36 também pôde ser visto na Frente da Carélia até 1944. As unidades na Ásia, que guardavam a fronteira com o império colonial japonês, ainda mantinham estoques e o capacete foi usado na invasão de agosto. Após o fim da guerra, capacetes antigos foram doados ao sistema de defesa civil da URSS.

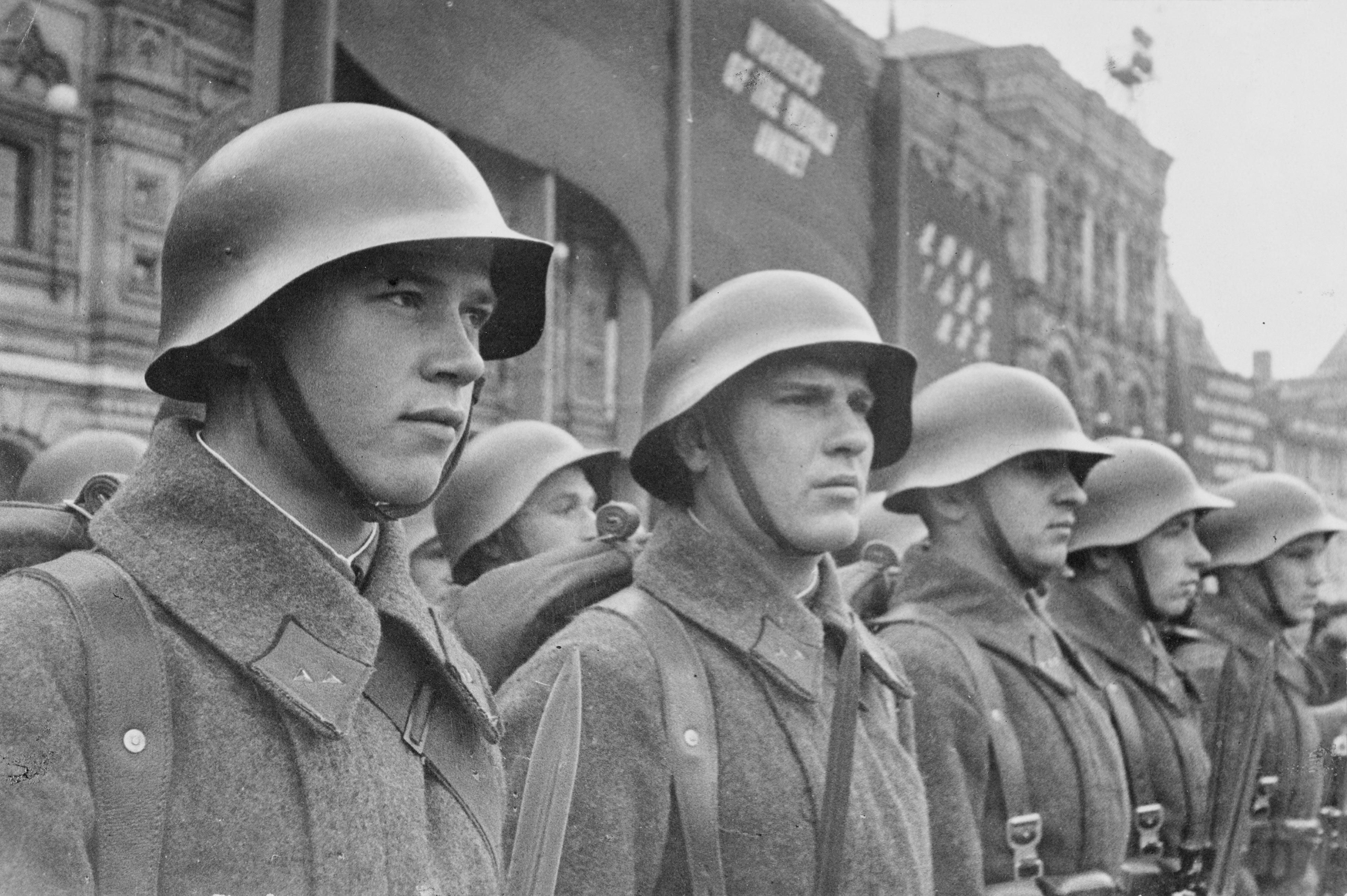
Soldados soviéticos usando capacetes SSh-36 no Desfile da Revolução de Outubro, em 7 de novembro de 1937.
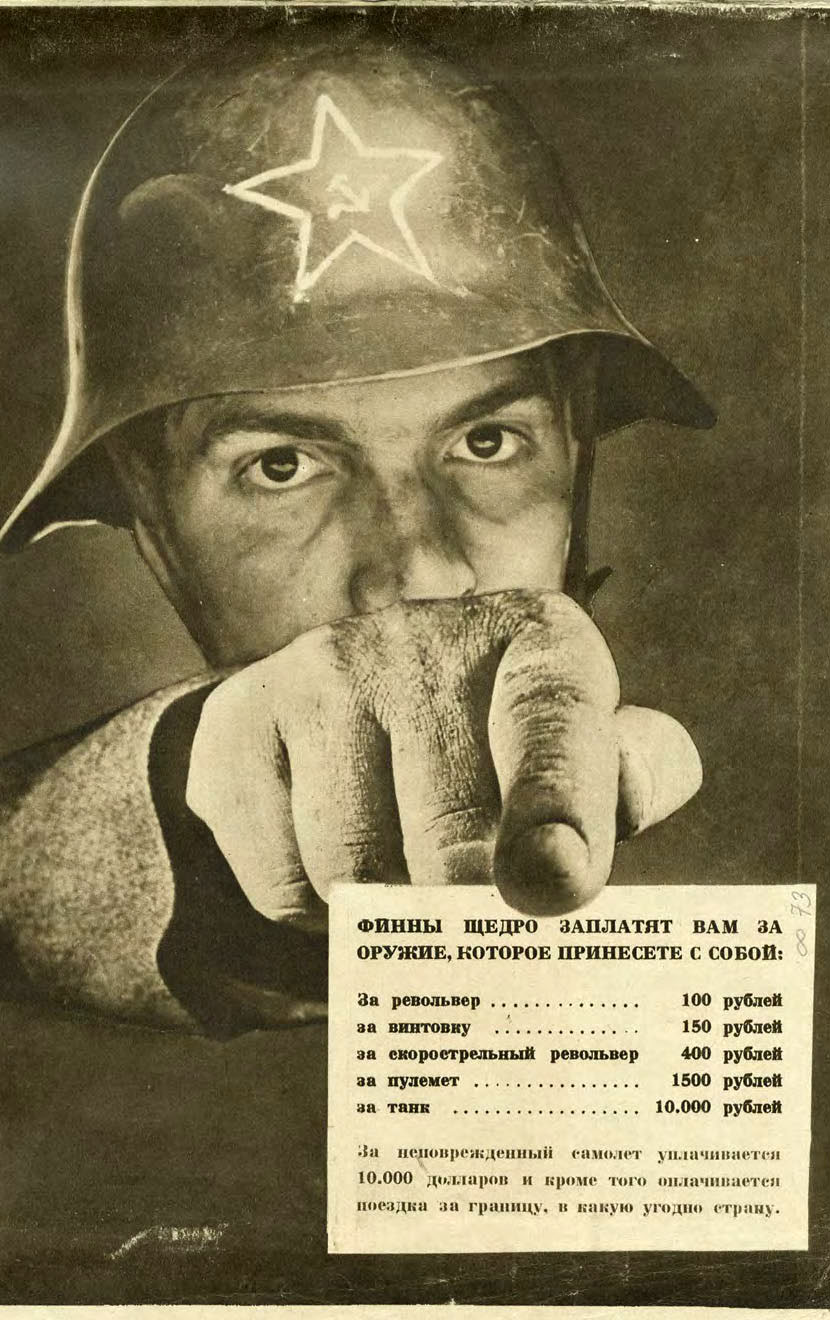
Propaganda finlandesa com um soldado soviético usando um capacete SSh-36.
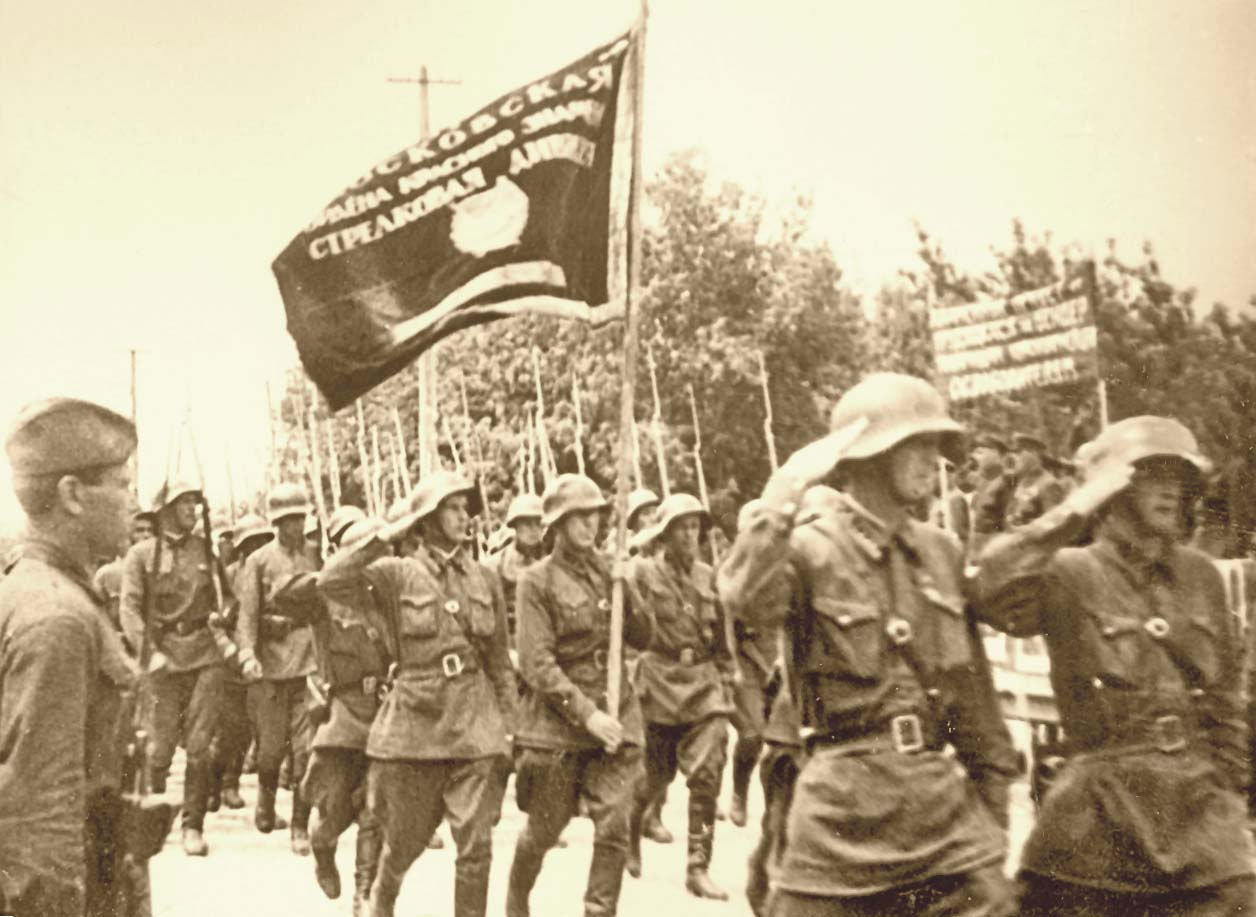
Soldados soviéticos desfilando durante a ocupação da Bessarábia e Bukovina do Norte.
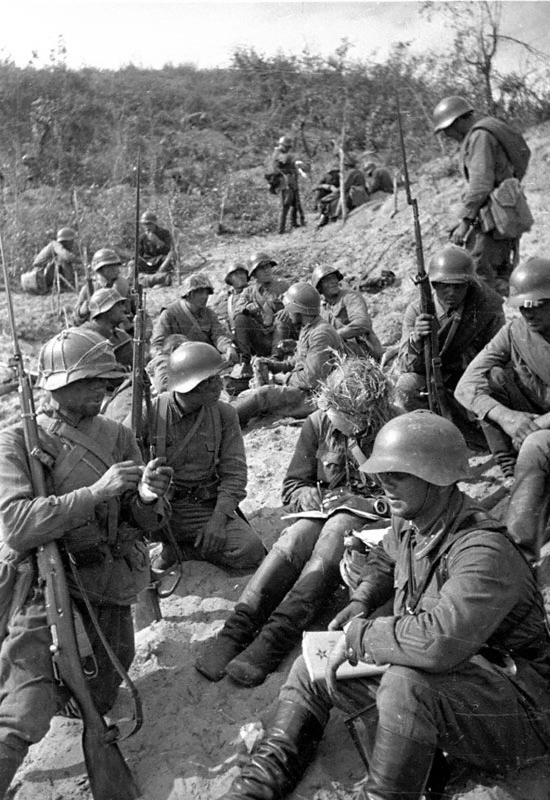
Soldados soviéticos na Batalha do Lago Khasan, em 1938.
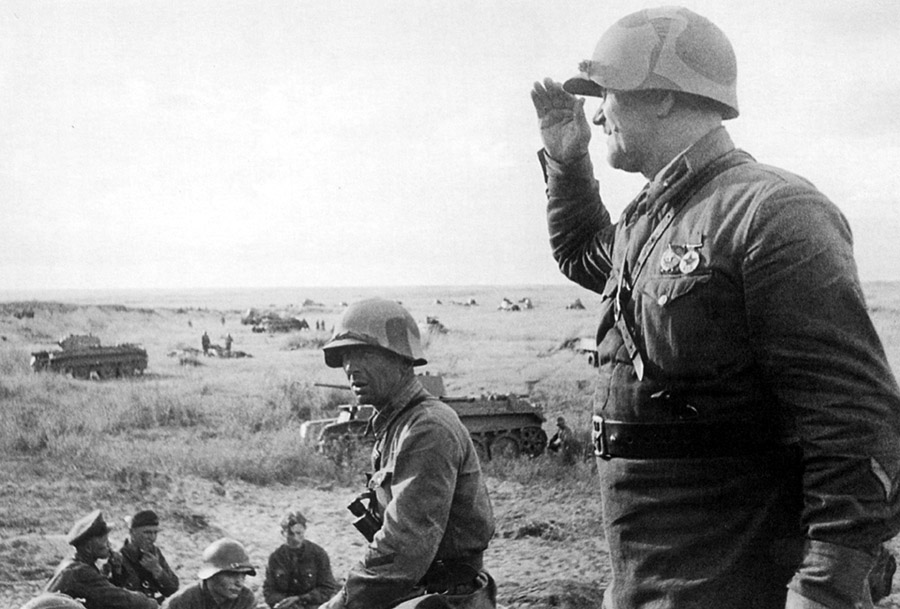
Soldados soviéticos nas Batalhas de Khalkhin-Gol, em 1939.
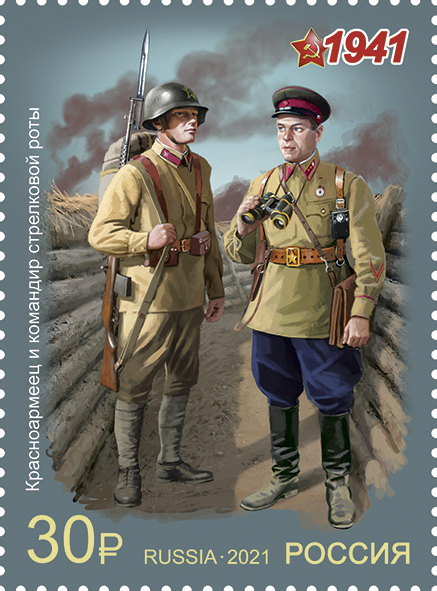
O SSh-36 retratado em um selo da série "Para o 80º Aniversário da Vitória na Grande Guerra Patriótica de 1941-1945. Uniforme militar do Exército Vermelho e da Marinha da URSS. 1941" de 2021.